# ان‌جی‌سی ۱۴
ان‌جی‌سی ۱۴  (به انگلیسی: NGC 14) یک کهکشان نامنظم است که در صورت فلکی اسب بالدار قرار دارد.